# Prima Divisione Puglia 1942-1943
La Prima Divisione fu il massimo campionato regionale di calcio disputato in Italia nella stagione 1942-1943.
La Prima Divisione fu organizzata e gestita dai Direttori Regionali di Zona.
Per motivi contingenti il D.D.S. non fece disputare le finali per la promozione in Serie C.
Fu il quarto livello della XL edizione del campionato italiano di calcio.
Il campionato giocato nella regione Puglia fu organizzato e gestito dal Direttorio XIV Zona (Puglia).

## Girone A

### Squadre partecipanti
| Squadra                     | Città (provincia)          | Stagione 1941-1942 |
| --------------------------- | -------------------------- | ------------------ |
| S.S. Aerocalcio San Vito    | San Vito dei Normanni (BR) |                    |
| Aeroporto                   | Brindisi                   |                    |
| U.S. Ardita                 | Bari                       |                    |
| A.S. Brindisi (B = riserve) | Brindisi                   |                    |
| G.I.L. Saetta Sez.Calcio    | San Vito dei Normanni (BR) |                    |
| Pol. Grottaglie             | Grottaglie (TA)            |                    |
| U.S. Lecce (B = riserve)    | Lecce                      |                    |
| Dop.Az. Mesagne             | Mesagne (BR)               |                    |
| S.S. Real Marina Vittoria   | Brindisi                   |                    |
| A.S. Squinzano              | Squinzano (LE)             |                    |

### Classifica finale
|  | Pos. | Squadra              | Pt       | G  | V | N | P  | GF | GS | DR  |
|  | ---- | -------------------- | -------- | -- | - | - | -- | -- | -- | --- |
|  | 1.   | Lecce B              | 22       | 14 | 9 | 4 | 1  | 32 | 17 | +15 |
|  | 2.   | Aeroporto Brindisi   | 19       | 14 | 8 | 3 | 3  | 26 | 12 | +14 |
|  | 3.   | Squinzano            | 16       | 14 | 7 | 2 | 5  | 26 | 21 | +5  |
|  | 4.   | Grottaglie           | 16       | 14 | 7 | 2 | 5  | 18 | 19 | -1  |
|  | 5.   | Mesagne              | 12       | 14 | 5 | 2 | 7  | 22 | 26 | -4  |
|  | 6.   | Real Marina Vittoria | 11       | 14 | 5 | 1 | 8  | 23 | 29 | -6  |
|  | 7.   | GIL Saetta (-2)      | 8        | 14 | 3 | 4 | 7  | 20 | 25 | -5  |
|  | 8.   | Aerocalcio San Vito  | 6        | 14 | 2 | 2 | 10 | 12 | 30 | -18 |
|  | --   | Ardita               | Ritirato |    |   |   |    |    |    |     |
|  | --   | Brindisi B           | Ritirato |    |   |   |    |    |    |     |

Legenda:

      Ammesso alle finali regionali.
  Ammesso alle finali per rinuncia Aeroporto.
Note:

Due punti a vittoria, uno a pareggio, zero a sconfitta.
Pari merito in caso di pari punti.

### Spareggio per stabilire la seconda finalista
|           | Risultato |            | Luogo e data             |
| --------- | --------- | ---------- | ------------------------ |
| Squinzano | 1 - 0     | Grottaglie | Brindisi, 18 aprile 1943 |
|           |           |            |                          |

## Girone B

### Squadre partecipanti
| Squadra                   | Città (provincia)   | Stagione 1941-1942 |
| ------------------------- | ------------------- | ------------------ |
| A.S. Andria               | Andria (BA)         |                    |
| A.C. Aviosport            | Bari-Mungivacca     |                    |
| Canosa                    | Canosa (BA)         |                    |
| U.P. Foggia (B = riserve) | Foggia              |                    |
| Fulgor                    | Palo del Colle (BA) |                    |
| U.S. Gloria               | Bari                |                    |
| G.U.F. Terlizzi           | Terlizzi (BA)       |                    |
| GUF Matera                | Matera              |                    |

### Classifica finale
|  | Pos. | Squadra         | Pt       | G  | V | N | P | GF | GS | DR  |
|  | ---- | --------------- | -------- | -- | - | - | - | -- | -- | --- |
|  | 1.   | Fulgor Palo     | 18       | 11 | 9 | 0 | 2 | 37 | 11 | +26 |
|  | 2.   | Aviosport       | 18       | 11 | 9 | 0 | 2 | 26 | 10 | +16 |
|  | 3.   | Foggia B (-2)   | 12       | 11 | 7 | 0 | 4 | 22 | 14 | +8  |
|  | 4.   | Canosa          | 10       | 11 | 6 | 0 | 5 | 16 | 28 | -12 |
|  | 5.   | GUF Matera (-1) | 7        | 11 | 4 | 0 | 7 | 14 | 17 | -3  |
|  | 6.   | Gloria Bari(-1) | 1        | 10 | 1 | 0 | 9 | 9  | 32 | -23 |
|  | --   | AS Andria       | Ritirato |    |   |   |   |    |    |     |
|  | --   | GUF Terlizzi    | Ritirato |    |   |   |   |    |    |     |

Legenda:

      Ammesso alle finali regionali.
Note:

Due punti a vittoria, uno a pareggio, zero a sconfitta.
Pari merito in caso di pari punti.

## Finali per il titolo e la promozione in Serie C

### Classifica finale
|  | Pos. | Squadra         | Pt | G | V | N | P | GF | GS | DR |
|  | ---- | --------------- | -- | - | - | - | - | -- | -- | -- |
|  | 1.   | Aviosport       | 9  | 6 | 4 | 1 | 1 | 13 | 11 | +2 |
|  | 2.   | Squinzano       | 8  | 6 | 4 | 0 | 2 | 14 | 9  | +5 |
|  | 3.   | Fulgor          | 5  | 6 | 2 | 1 | 3 | 13 | 15 | -2 |
|  | 4.   | Grottaglie (-1) | 1  | 6 | 1 | 0 | 5 | 8  | 13 | -5 |

Legenda:

      Campione pugliese di Prima Divisione 1942-1943.
Note:

Due punti a vittoria, uno a pareggio, zero a sconfitta.
Pari merito in caso di pari punti.

## Verdetti finali
- Aviosport, Fulgor, Grottaglie e Squinzano ammesse al girone finale.[10]
- L'Aeroporto Brindisi rinuncia alle finali ed è sostituito dal Grottaglie.
- L'Aviosport è campione pugliese di Prima Divisione 1942-1943.
- Aviosport e Squinzano sono promosse in Serie C.[11][12]